# Anambé-pombo
Cotinga-de-pescoço-nu ou anambé-pombo (Gymnoderus foetidus (L.)), também conhecido pelos nomes de anambé-açu, anambé-grande, anambé-pitiú e pombo-anambé, é um anambé da Amazônia que vive em grupos no interior da mata.

## Características
A espécie possui cerca de 36 cm de comprimento, com plumagem rica, dorso negro, lados do pescoço nus e azuis e longas asas cinzento-esbranquiçadas; a fêmea é menor, mais delgada e com coloração de ardósia.

## Etimologia
"Anambé" vem do tupi anã'bé. "Açu" é derivado do tupi wa'su, "grande". Tanto o termo latino foetidus quando o termo de origem tupi "pitiú" têm o mesmo sentido: cheiro ruim.